# Павлово
Павлово (рус. Павлово) град је у Русији у Нижегородској области. Према попису становништва из 2010. у граду је живело 60.699 становника.

## Становништво
Према прелиминарним подацима са пописа, у граду је 2010. живело 60.699 становника, 4.115 (6,35%) мање него 2002.
| 1939.  | 1959.  | 1970.  | 1979.  | 1989.  | 2002.  | 2010.  |
| ------ | ------ | ------ | ------ | ------ | ------ | ------ |
| 32.414 | 47.890 | 63.240 | 68.353 | 71.534 | 64.814 | 60.598 |